# Pandique
Pandique ist ein deutsches Future-Pop-Projekt, das im März 2001 von Torsten Kreissl und Thorsten Berschuck ins Leben gerufen wurde.

## Geschichte
Selbst bezeichnet die Gruppe ihre Musik als „Electronic-Trance-Pop“, was sich in melodischen Refrains und tanzbaren Rhythmen äußert. Nach einigen ersten Demo-CDs nahm die Band am Sonic Seducer Battle of the Bands 2002 teil und belegte auf Anhieb Platz 5 mit dem Song „Light of Justice“, damals noch in einer eher bescheiden produzierten Version. Von diesem ersten Achtungserfolg angespornt lag die Teilnahme am Battle of the Bands 2003 nicht fern, den sie dann auch gewannen. Bald darauf fand man auch ein geeignetes Label für das Debüt-Album Weltenklang. Für das Jahr 2009 steht das zweite Album In Sturm und Leben in den Startlöchern, welches am 22. Mai über Echozone/Sony veröffentlicht wird.

## Diskografie

### Alben
- 2004: Weltenklang
- 2009: In Sturm und Leben

### Maxi-CD und EP
- 2005: Wolke 7 E.P. (Free Web EP)
- 2005: ...Liebt Jeden (Free Web Maxi)

### Kompilation
- 2003: Cold Hands Seduction Vol.23 (Kompilation; Bright Future)
- 2004: ORKUS COMPILATION 1 (Kompilation; Wolke 7)
- 2005: State of the Heart - The Sound of Vip-Nation (Kompilation; Tanz die Welt (Vox Celesta Remix))
- 2009: Gothic Spirits EBM Edition (Kompilation; Tanz die Welt (Accessory Remix))
- 2009: Fx Radio Vol.2-the No.1 Gothic Radio Station (Kompilation; Wolke 7 (Endanger Remix))

### Remixe
- 2002: Menichal Servants - The Butterfly (remixed by Pandique)
- 2003: Funker Vogt - Final Thrill (Sunshine Mix by Pandique)
- 2003: Interface - Wasted Time (Summer Anthem Mix)
- 2004: Hungry Lucy - To Kill a King (Pandique Remix)
- 2006: Jan W - Land der Lügen (Pandique Remix)
- 2007: Jan W - Kind in Mir (Pandique Remix by Torsten Kreissl)
- 2007: Accessory - Kein Vergeben (Pandique Remix by Torsten Kreissl)